# غملول قشري
الغملول القشري نوع نباتي يتبع جنس الغملول من الفصيلة الرصاصية.

## الموئل والانتشار
موطنه تركيا وأرمينيا.